# Myostreptus elegans
Myostreptus elegans är en mångfotingart som beskrevs av Henri W. Brölemann 1926. Myostreptus elegans ingår i släktet Myostreptus och familjen Spirostreptidae. Inga underarter finns listade i Catalogue of Life.